# Powiat Nakagami
Powiat Nakagami (jap. 中頭郡 Nakagami-gun) – powiat w Japonii, w prefekturze Okinawa. W 2024 roku liczył 159 336 mieszkańców.

## Miejscowości
- Chatan
- Kadena
- Nishihara
- Kitanakagusuku
- Nakagusuku
- Yomitan